# Verratenes Glück
Verratenes Glück ist ein französisches Fernseh-Drama aus dem Jahr 2018. Er hatte seine Premierenausstrahlung am 5. Oktober 2018 auf ARTE und die zweitbesten ARTE-Einschaltquoten für einen Spielfilm des gesamten Jahres.

## Handlung
Die 24-jährige Illustratorin Alice fühlt sich bei der Wohnungssuche in Paris schnell zu dem älteren Immobilienmakler Julien Lemonnier hingezogen, den sie bei Wohnungsbesichtigungen kennen lernt, der allerdings mit Marie glücklich verheiratet ist. Mit ihr hat er den gemeinsamen Sohn Mathias im Teenager-Alter. Trotz anfänglichen Zögerns beginnt Julien bald eine Affäre mit der jüngeren Alice. Für sie und Julien entwickelt sich schnell eine Liebesbeziehung. Nachdem Alice von Julien erfahren hat, dass seine Frau ein kleines Teelokal betreibt, will sie sich Marie Lemonnier eigentlich dort nur einmal ansehen. Doch weil hier eine Aushilfe gesucht wird, beginnt Alice dort als Bedienung zu arbeiten. Julien erzählt sie jedoch nichts davon. Marie und Alice (alias „Lilli“) freunden sich mit der Zeit sogar an und Alice erzählt ihr von ihrer ungezwungenen Beziehung mit einem verheirateten „Ingenieur“.
Julien widerfährt ein schwerer Autounfall, dem ein längerer Krankenhaus- und Rehaaufenthalt folgt. Als Marie im Krankenhaus Juliens Sachen übergeben werden und gerade auf seinem Smartphone eine Nachricht eingeht, erfährt Marie von seiner Liebesbeziehung, als sie die Nachrichten kontrolliert. Zunächst kann sie es kaum fassen und als sie auch noch ein sehr intimes Foto von Alice dort findet, ist sie ganz und gar am Boden zerstört. Nachdem der erste Schock vorüber ist, fasst sie den Entschluss, diese Demütigung nicht so einfach hinzunehmen. Kurzerhand schickt sie in Juliens Namen Nachrichten an Alice. Da die nichts von dem Unfall weiß, nimmt sie Juliens Entschluss, ihre Beziehung zu beenden, ernst. Marie gibt ihr gegenüber vor, dass sie ab sofort für drei Monate das Teelokal schließen wird, weil sie mit ihrem Mann eine längere Urlaubsreise unternehmen werde.
Nach Juliens Genesung konfrontiert ihn Marie mit ihren Erkenntnissen. Die Affäre mit Alice konnte Marie durch ihr geschicktes Taktieren zwar beenden, ihre Ehe scheitert aber trotzdem, denn Marie ist zu tief enttäuscht von Juliens Untreue. Er bemüht sich zwar, Maries Liebe zurückzugewinnen und bittet sie sogar um Verzeihung, doch es folgt letztendlich die Scheidung.

## Kritik
Christopher Schmitt von Prisma.de schrieb: „Paris gilt als Stadt der Liebe. Unter Verliebten ist die französische Hauptstadt ein beliebtes Reiseziel und vermarktet sich selbst dementsprechend. Im Drama ‚Verratenes Glück‘ von Philippe Harel wird Paris jedoch zum Schauplatz dessen, was die Liebe anrichten kann.“ „Der einfühlsame Film beleuchtet den Ehebruch aus drei Perspektiven“ und berichtet „sensibel“ „von den Beziehungen der Hauptfiguren untereinander.“
Auch die Osnabrücker Zeitung lobt den „gelungenen Perspektivenwechsel.“ Er „ermöglicht nicht nur einen erweiterten Blick auf die Beweggründe und Konsequenzen des Handelns aller drei Protagonisten. Harel erforscht in seinem sehr ruhig inszenierten Drama ganz besonders auch die Möglichkeiten und Grenzen von Sühne und Vergebung. Leider wirkt ausgerechnet die Schlussszene etwas hilflos, in der ein Off-Sprecher den Zuschauern das Ende der Geschichte verkündet. Trotzdem sehr sehenswert – nicht zuletzt wegen des starken Ensembles.“

## Synchronisation
| Rolle                | Darsteller         | Deutscher Synchronsprecher |
| -------------------- | ------------------ | -------------------------- |
| Marie Lemonnier      | Isabelle Carré     | Anna Grisebach             |
| Julien Lemonnier     | Xavier Lemaître    | Alexander Doering          |
| Alice Fontaine       | Roxane Arnal       | Luisa Wietzorek            |
| David Loussine       | David Stone        | Gerrit Hamann              |
| Mathias Lemonnier    | Ange Dargent       | David Kunze                |
| Morgane              | Anna Mihalcea      | Victoria Frenz             |
| Kader                | Virgil Leclaire    | Maximilian Artajo          |
| Alice’ Stiefvater    | Alain Guillo       | Hanns Jörg Krumpholz       |
| Simon                | Arnaud Viard       | Tim Moeseritz              |
| Lola                 | Romane Portail     | Katrin Zimmermann          |
| Krankenhausarzt      | Olivier Cruveiller | Oliver Siebeck             |
| Internist            | Germain Boissy     | Florian Clyde              |
| schwangere Kellnerin | Marie Combeau      | Eva Thärichen              |
| Maries Mutter        | Brigitte Fossey    | Isabella Grothe            |
| Alices Mutter        | Aurélia Petit      | Silke Matthias             |